# Inferno di fuoco (film 1949)
Inferno di fuoco (Hellfire) è un film del 1949 diretto da R.G. Springsteen.
È un western statunitense con Bill Elliott, Marie Windsor, Forrest Tucker e Jim Davis.

## Produzione
Il film, diretto da R.G. Springsteen su una sceneggiatura di Dorrell McGowan e Stuart E. McGowan, fu prodotto da William J. O'Sullivan per la Republic Pictures tramite la Elliott-McGowan Productions e girato nell'Iverson Ranch a Chatsworth, Los Angeles, California, dal 6 dicembre a fine dicembre 1948.

## Distribuzione
Il film fu distribuito con il titolo Hellfire negli Stati Uniti dal 29 maggio 1949 dalla Republic Pictures.
Altre distribuzioni:
- in Danimarca il 10 settembre 1951 (Vestens løvinde)
- in Finlandia il 26 ottobre 1951 (Kuin helvetin tuli)
- in Giappone il 6 novembre 1952
- in Germania Ovest il 20 febbraio 1953 (Kopfpreis 5000 Dollar)
- in Austria nel giugno del 1953 (Kopfpreis 5000 Dollar)
- in Brasile (Fogo no Inferno)
- in Italia (Inferno di fuoco)